# Oleksandr Ipatov
Oleksandr Ipatov (in ucraino Олександр Іпатоv?; Leopoli, 16 luglio 1993) è uno scacchista ucraino naturalizzato turco; è noto come Alexander Ipatov nei paesi occidentali.
Imparò gli scacchi da suo padre e all'età di sei anni cominciò a frequentare il circolo scacchistico di Leopoli.
Nel 2003 si classificò 2º al campionato ucraino juniores nella categoria under-10.
Nel 2008 vinse, all'età di 15 anni, sia il campionato ucraino juniores under-16 che under-20. Alcuni dissidi con la federazione ucraina, tra cui la mancata convocazione per il campionato europeo juniores, lo portarono a trasferirsi nel 2009 in Spagna, a Barcellona. Per un certo periodo giocò per la federazione di Andorra, poi si iscrisse a quella spagnola.
Ottenne la prima norma di grande maestro in febbraio 2010 nell'open di Mosca, dove realizzò una performance di 2675 punti Elo. Nello stesso anno vinse un torneo blitz organizzato a Sofia parallelamente al campionato del mondo tra Viswanathan Anand e Veselin Topalov.
In marzo 2011 ha ottenuto il 3º posto all'Open di Cappelle-la-Grande in Francia (573 giocatori), con una performance di 2722 punti Elo e realizzando la seconda norma di grande maestro.
Dal 2012 gioca per i colori della Turchia, ed attualmente (2021) è al primo posto nella classifica FIDE di tale paese. Ha vinto il campionato turco nel 2017 e 2018.
In agosto 2012 ha vinto ad Atene il Campionato del mondo juniores (under 20), superando per spareggio tecnico il pari classificato Richárd Rapport, ed ottenendo il titolo definitivo di Grande Maestro.
Ha ottenuto il massimo rating  FIDE in aprile 2017, con 2662 punti Elo.

## Selezione di partite
- Černouchov - Ipatov, Alušta 2008, attacco Veresov D00
- Ipatov - Volkov, Moscow open 2010, difesa semislava, var. Stonewall D31
- Ipatov - Rachmanov, Moscow open 2010, difesa Gruenfeld D80